# راکول سیتی (آیووا)
راکول سیتی (به انگلیسی: Rockwell City) شهری در ایالت آیووا کشور ایالات متحده آمریکا است که جمعیت آن در سرشماری سال ۲۰۱۰ میلادی، ۱٬۷۰۹ نفر بوده‌است.